# 不思議LOVE
「不思議LOVE」（ふしぎ・ラブ）は、日本のアイドルグループ・ピンク・レディーの解散後、1回目の再結成時に発表された通算23枚目のシングルである。1984年6月21日にVAPより発売された。

## 解説
- 解散前のラストシングルだった1981年3月発売の「OH!」以来、3年ぶりの新曲であった。
- TBS系『ザ・ベストテン』ではこの曲で「今週のスポットライト」のコーナーに出演した。軽く振りを付けて歌唱された（1984年9月6日放映。なおMIEがソロ歌手として発表した「NEVER」が第7位にランクインしていた回でもある）。
- A・B面ともにピンク・レディーとしての久々のアルバム『SUSPENCE 〜Pink Lady Again』に収録された。
- 同1984年、「FOREVER PINK LADY ピンク・レディー・アゲイン」と称して渋谷公会堂にてコンサートが行われた。この再結成は永続的なものでなく、同窓会を行っているといった趣であった。

## 収録曲
1. 不思議LOVE
  - 作詞・作曲：都志見隆、編曲：松下誠
2. 悲しみのシルエット
  - 作詞：松本一起、作曲：鈴木キサブロー、編曲：松下誠